# Айх (Люцерн)
Айх (нім. Eich LU) — громада  в Швейцарії в кантоні Люцерн, виборчий округ Зурзее.

## Географія
Громада розташована на відстані близько 60 км на схід від Берна, 16 км на північний захід від Люцерна.
Айх має площу 5,9 км², з яких на 16,6% дозволяється будівництво (житлове та будівництво доріг), 63,6% використовуються в сільськогосподарських цілях, 19,8% зайнято лісами, 0% не є продуктивними (річки, льодовики або гори).

## Демографія
2019 року в громаді мешкало 1630 осіб (-2,2% порівняно з 2010 роком), іноземців було 7,1%. Густота населення становила 274 осіб/км².
За віковим діапазоном населення розподілялося таким чином: 17,1% — особи молодші 20 років, 63,6% — особи у віці 20—64 років, 19,4% — особи у віці 65 років та старші. Було 699 помешкань (у середньому 2,3 особи в помешканні).
Із загальної кількості 632 працюючих 82 було зайнятих в первинному секторі, 132 — в обробній промисловості, 418 — в галузі послуг.